# You've Got My Soul on Fire
"You've Got My Soul on Fire" is een single van de Amerikaanse soul- en R&B-groep The Temptations. Het origineel werd echter opgenomen door hun collega bij Motown, de platenmaatschappij waar The Temptations destijds onder contract stonden, Edwin Starr. "You've Got My Soul on Fire" is de derde en laatste single afkomstig van het album "1990".
Het nummer in kwestie is de opvolger van "Heavenly, maar heeft meer weg van diens voorganger "Let Your Hair Down". Beide nummers zijn namelijk opgenomen als funknummers. "You've Got My Soul on Fire" was echter veel minder succesvol dan "Let Your Hair Down", een nummer 1-hit op de R&B-lijst en nr. 8 op de popequivalent. Dit kwam mede doordat DJ's The Temptations destijds boycotten, vanwege het feit dat een belangrijk persoon van Motown de Amerikaanse dj's niet bedankte, toen The Temptations een prijs uitgereken kregen. "You've Got My Soul on Fire" bereikte op de R&B-lijst nog een respectabele nummer 8-positie, maar op de poplijst bleef het nummer op nr. 74 steken. Hierdoor was het nummer, op "Mother Nature" na, de minst succesvolle A-kant van een single van The Temptations op de poplijst, sinds het bereiken van deze lijst door de groep in 1964.
De B-kant van het nummer is het liedje "I Need You". Dit nummer is net als "You've Got My Soul on Fire" afkomstig van het album "1990" en werd, zoals alle nummers van dat album, zowel geschreven als geproduceerd door Norman Whitfield. "I Need You" is overigens niet hetzelfde nummer als het nummer met dezelfde titel uitgebracht door Letha Jones with The Rivals op Anna Records, een label van Anna Gordy, de zus van Motowns oprichter Berry Gordy.

## Bezetting
- Lead: Dennis Edwards
- Achtergrond: Melvin Franklin, Otis Williams, Richard Street en Damon Harris
- Instrumentatie: The Funk Brothers
- Schrijver: Norman Whitfield
- Producer: Norman Whitfield